# Bartramia potosica
Bartramia potosica là một loài rêu trong họ Bartramiaceae. Loài này được Mont. mô tả khoa học đầu tiên năm 1838.